# Бу-Арада
Бу-Арада (араб. بوعرادة) — місто в Тунісі. Входить до складу вілаєту Сільяна. Станом на 2004 рік тут проживало 12 273 особи.
У місті знаходяться пунічні руїни, які стали ареною для боїв під час Туніської кампанії 1942—1943 рр.